# 中村仁彦
中村 仁彦（なかむら よしひこ、1954年（昭和29年) 9月22日 - ）は、日本のロボット研究者。ロボットや人体の運動学や動力学計算、シミュレーション、力学同定などで実績があり、優先度付き運動分解やSRインバースを提案。モーションキャプチャで人体の筋張力を推定・可視化するシステムも開発した。球体車輪による全方向移動ロボット、電気油圧駆動ヒューマノイドロボットも開発。非ホロノミック系の制御や、運動の言語理解にも取り組んだ。
京都大学助手、カリフォルニア大学サンタバーバラ校助教授、準教授、東京大学助教授、教授、ムハンマド・ビン・ザーイド人工知能大学教授、同ロボティクス学科長を歴任。IFToMMでは会長を務めた。ヒューマンデジタルツイン技術を扱う株式会社KINESCOPICを共同創業し、代表取締役やCEOに就任。工学博士（京都大学）、東京大学名誉教授。IEEE Most Active Distinguished Lecturer Award、日本学士院賞などの受賞者。

## 来歴・人物

### 生い立ち・学生時代
大阪市西成区出身。保育園のときから漠然と科学者に憧れていた。鉄人28号の敷島博士の影響があったという。京都大学工学部精密工学科に進学。専門科目が始まる前は今西錦司や本多勝一に影響を受けた。卒業研究から宇治キャンパスに配属され、オートメーション研究施設でロボット研究に取り組む。当初は建築学科への学士入学を考えていたが、研究が面白くなり大学院に進学する。研究室は花房秀郎教授、吉川恒夫助教授、浅田晴比古助手というスタッフ構成であった。

### 京都大学時代
博士課程途中の1982年、中村は助手に着任し、学位は1985年に論文博士として取得した。ロボットの倣い制御に取り組み、ポテンシャル法を取り入れるなどしている。また、この途上で中村は7自由度ロボット「UJIBOT」を設計・製作する。中村は共著で設計としては失敗と述懐するが、このマニピュレータがTask priority controlやSR Inverseの研究につながった。また、動力学解析やあやつりの力学（ロボットハンド）の研究にも取り組む。

### サンタバーバラ時代
1986年には客員としてカリフォルニア大学サンタバーバラ校に滞在。この時、金山裕や内山勝とロボットコントローラの勉強会を設け、マニピュレータにはない移動ロボットの特殊性、すなわち非ホロノミック性に着目するようになる。その後、1987年9月より同大学の助教授に就任し、後に準教授。この間、駆動冗長性を持つ閉ループ機構の動力学解析や宇宙ロボットなど非ホロノミックシステムの研究に従事する。

### 東京大学時代
帰国した中村は1991年4月に東京大学機械情報工学科の助教授に就任する。パラレルマニピュレータや非ホロノミックマニピュレータ、ロボットハンドの研究に取り組んでいき、1997年2月には教授に就任する。さらに外科手術ロボットやヒューマノイドロボットやヒューマンフィギュアの運動学・動力学演算においても成果を上げていく。なお、山根克とともに取り組んだヒューマンフィギュアの運動学計算ソフトウェアは、2002年にSEGAが発表したアニマニウムに実装されている。
1998年頃から中村は知能の問題に取り組むようになる。科学技術振興事業団戦略的基礎研究推進事業 (CREST) では、「自律行動単位の力学的結合による脳型情報処理機械の開発」のテーマで研究を推進する。研究室のモーションキャプチャー技術や高機能小型ヒューマノイドロボット、動作の記号的理解などのシステムを統合し、2005年の愛・地球博には「アニマトロニックヒューマノイドロボット」を出展している。
山根と開発した解析手法や特許（特許第5061344号「リンクの質量パラメータの推定方法」）を元に、株式会社ナックイメージテクノロジーが筋骨格モデル動作解析ソフトウェア「nMotion musculous」を販売している。また、一つのバスケットボールを車輪にした、全方向移動ロボットも開発し、基本特許を取得している。教育面では2010年に小型ヒューマノイドロボットNAOを導入している。
2011年の東日本大震災にあたって中村は国内外の学会関係者と協力し、「対災害ロボティクス・タスクフォース」の活動で尽力する。また、2014年からNEDOのプロジェクトに参画し、2015年のDARPAロボティクス・チャレンジ（本選）に東京大学、千葉工業大学、大阪大学、などの混成チームで参加を決意。全身を油圧駆動するロボットは世界初と評されるが、準備期間が不十分だったこともあって棄権に終わっている。なお、2018年にHydraは歩行に成功。外力を受けての反力吸収制御も実現している。
3次元モーションキャプチャーと筋電計、床反力計に、筋骨格モデルによる緊張力推定を組み合わせたシステムは「Magic Mirror」と呼ばれ、リアルタイムで緊張力を推定できた。2016年には柔道の羽賀龍之介が内股をかける動作を解析し、NHKスペシャルで紹介された。また、中村は2016年5月に設立された東京大学スポーツ先端科学研究拠点のメンバーとしても活動。
2018年にはAIモーションキャプチャー「VMocap」を開発。ビデオモーションキャプチャーにディープラーニングを取り入れ、特殊なマーカーや専用の服装を用いることなく関節角度を推定できる。さらに中村研究室で開発してきた筋骨格解析や筋力推定と組み合わせ、リアルタイムで画像情報から筋骨格運動や筋力を推定することに成功した。さらに2020年1月にはNTTドコモとの共同開発として、VMpcapを応用した複数人ビデオモーションキャプチャシステムを発表。フットサルの試合を12台のカメラで捕らえ、選手個々人の筋張力を可視化した。

### 東京大学定年退職後
2020年3月、定年退職。同年6月、東京大学名誉教授。同年6月より同大学人工物工学研究センター上席研究員（社会連携講座「ヒューマンモーション・データサイエンス」所属）。2021年2月24日、株式会社KINESCOPICを創業し、CEOを兼任。2022年3月には東京大学において、人間の動作から4つのカメラで簡単に緊張力を推定・可視化し、さらにクラウド経由でデータベース化できるヒューマンデジタルツイン作成システムを実現した。
2022年度には東京大学スポーツ先端科学連携研究機構で特任研究員を務める。2023年3月にFuture of Life Instituteが発表した巨大AI開発を一時停止すべきとの公開書簡「Pause Giant AI Experiments」には、中村の署名も掲載されている。また、株式会社KINESCOPICはヒューマンデジタルツインサービスDigi2を開発し、2024年にサービス開始。Digi2は同年年2月に放送されたNHK総合『あしたが変わるトリセツショー』「”衰えない”筋肉」や同年6月にNHK BSで放送された「重力と踊る」において使用されており、同年7月には株式会社ナックイメージテクノロジーと共同でサービスを開始している。
2023年からムハンマド・ビン・ザーイド人工知能大学教授。同大学はアラブ首長国連邦が2019年に設立した「世界初の大学院レベルのAI専門大学」と呼ばれる大学で、アブダビ市のマスダール・シティにある。2025年3月には「人型ロボットの運動の計算と制御に関する基礎研究」に対して日本学士院賞を受賞。2025年3月現在、アブダビ市在住で、ムハンマド・ビン・ザーイド人工知能大学ロボティクス学科では学科長、株式会社KINESCOPICでも代表取締役を務めている。

## 社会的活動
- 日本機械学会 - フェロー[108]（2005年認定）[109]
- 日本ロボット学会 - フェロー[108]（2009年認定）[110]
- 計測自動制御学会[108]
- システム制御情報学会[67]
- 精密工学会[65]
- 日本IFToMM会議 - 実行委員長（2005-2010年度）[111]
- 日本コンピュータ外科学会[67]
- IEEE - フェロー[108]
- アメリカ機械学会[67]
- IFToMM（英語版） - 会長（2012-2015年）[50][112]

（そのほか）
- 「対災害ロボティクス・タスクフォース」アンカーマン[108]

## 主な受賞歴
- 2003年 - 『アニマニウム』が3D Awardを受賞[113]
- 2007年 - Academy of Engineering Sciences of Serbia and Montenegro・外国会員[40][108]
- 2007年 - 世界芸術科学アカデミー（英語版）・フェロー[40][108]
- 2022年 - 立石科学技術振興財団 第7回立石賞 功績賞「人間と機械の自然な相互作用の情報理論構築とその応用」[40][41]
- 2025年 - 日本学士院賞[2][3]「人型ロボットの運動の計算と制御に関する基礎研究」[2]

- 日本ロボット学会
  - 1996年（第10回）論文賞「非ホロノミック・マニピュレータの理論的設計と非線形制御」[114][注 8]
  - 2000年（第14回）論文賞「構造変化を伴うリンク系の動力学計算法とヒューマンフィギュアの運動計算」[114][注 9]
  - 2004年（第18回）論文賞「高速度カメラを用いた心拍動同期とそれを用いた心臓外科手術支援ロボットシステム」[114][注 10]
  - 2007年（第21回）論文賞「非駆動自由度の陰表現を含んだ重心ヤコビアンによる脚型ロボットの全身協調反力操作」[118][注 11]
  - 2013年（第6回）功労賞「災害対策ロボット実用化政策の推進」（淺間一、田所諭との共同受賞）[119]。
  - 2020年（第8回）Advanced Robotics Excellent Paper Award[31][注 12]

- 計測自動制御学会
  - 1985年度 論文賞「関節形ロボットアームの冗長性の解析とその優先準位を有する作業への応用」[38][注 13]
  - 2005年度 著述賞『ロボットモーション』（内山勝との共著）[38]

- 日本機械学会
  - 2003年度 ロボティクス・メカトロニクス部門 部門功績賞[120]
  - 2003年度 ロボティクス・メカトロニクス部門 ROBOMEC表彰「逆動力学計算を用いた力学的整合性を満たすヒューマノイド動作の振付け」[120][注 14]
  - 2008年度 ロボティクス・メカトロニクス部門 ROBOMEC表彰「マーカレスキャプチャとテクスチャの情報を用いた関節機構のモデル化」[121][注 15]
  - 2019年度 日本機械学会賞（技術功績）「ヒューマノイドと人間を含む大自由度系の運動と制御に関する研究」[37]
- ロボティクス・シンポジア[注 16]
  - 2005年（第10回）最優秀論文賞「境界条件緩和による二脚ロボットのオンライン歩容計画」[126][注 17]
  - 2012年（第17回）最優秀論文賞「勾配計算分解を用いた逆運動学計算の高速化および大自由度筋骨格モデルへの応用」[126][注 18]
  - 2013年（第18回）最優秀論文賞「出力軸トルクセンサを用いたバックドライバブル静油圧アクチュエータの力感応制御」[126][注 19]

ほか、2009年に2件[注 20]、2014年に1件[注 21]、ロボティクスシンポジア賞ファイナリストに選出[126]。

- IEEE
  - Transactions on Robotics and Automation King-Sun Fu Memorial Best Paper Award
    - 2000年 “Dynamics Computation of Structure-Varying Kinematic Chains and Its Application to Human Figures”[注 22]
    - 2001年 “Design and Control of the Nonholonomic Manipulator”[注 23]

  - Robotics & Automation Society - 2007年 Most Active Distinguished Lecturer Award[39]

## 著作

### 学位論文
- Kinematical studies on the trajectory control of robot manipulators. 博士論文（乙第5687号）. 京都大学. (1985-09-24).

日本語題名『ロボットマニピュレータの軌道制御に関する運動学的研究』

### 著書
- 『Advanced Robotics ― Redundancy and Optimization ―』Addison-Wesley Publishing Company、1991年1月、ISBN 0201151987。（英語）[注 24]
- 『ロボットの脳を創る ― 脳科学から知能の構成へ ―』岩波書店〈岩波講座 物理の世界 物理と数理1〉、2003年6月、ISBN 4-00-011151-5。
- 『ロボットモーション』岩波書店〈岩波講座 ロボット学 2〉、2004年11月、ISBN 4000112422、内山勝との共著。

### 解説
（運動学・動力学）
- 「パラレルメカニズムの動力学」『日本ロボット学会誌』第10巻第6号、1992年、709-714頁。
- 「機構学と動力学」『日本ロボット学会誌』第16巻第7号、1998年、878-881頁。
- 「無重力で姿勢反射を裸にする ―ロボティクスと神経筋骨格モデルからの接近―」『Biological Sciences in Space』第22巻第4号、2008年、186-192頁。
- 「ヒト全身詳細筋骨格モデルの構築とその検証・応用について」『日本ロボット学会誌』第32巻第10号、2014年、870-873頁。村井昭彦との共著。
- 「マーカレスモーションキャプチャから筋活動解析までを完全自動化したクラウドサービス」『日本機械学会誌』第128巻第1276号、2025年3月、25-30頁。

（知能）
- 「非線形力学系として統合されたロボットの情報処理と制御 ―運動の制御理論から知能の制御理論へ―」『計測と制御』第40巻第6号、2001年6月、426-432頁。
- 「行動から知能への力学的設計論にむけて」『システム／制御／情報』第46巻第1号、2002年、3-8頁。
- 「Open Problemを探すよりもOpen The Problem」『日本ロボット学会誌』第20巻第2号、2002年、130-131頁。

（指・把持・あやつり）
- 「物体把握とあやつりのための情報検出」『計測と制御』第26巻第2号、1987年、117-121頁。
- 「把持とあやつり」『計測と制御』第29巻第3号、1990年、206-212頁。
- 「指の制御」『計測と制御』第30巻第5号、1991年、395-399頁。

（非ホロノミック）
- 「知りたい用語・気になる概念 : 非ホロノミック」『日本機械学会誌』第97巻第908号、1994年、590-593頁。
- 「非ホロノミック系制御研究の展望」『計測と制御』第36巻第6号、1997年6月、384-389頁。
- 「非ホロノミックとカオス」『日本ロボット学会誌』第15巻第8号、1997年、1122-1125頁。

（その他）
- 「倣い制御における精度の実現」『精密機械』第51巻第11号、1985年、2040-2046頁。
- 「低侵襲外科手術用ロボット」『日本ロボット学会誌』第18巻第1号、2000年、41-44頁。
- 「外科手術ロボット」『電気学会誌』第24巻第4号、2004年、229-232頁。
- 「ロボットテクノロジーの最前線」『日本機械学会誌』第109巻第1051号、2006年6月、434-435頁。
- 「随想 東日本大震災と対災害ロボティクス・タスクフォース」『日本ロボット学会誌』第30巻第10号、2012年、1010-1012頁。
- 「高バックドライバビリティを実現する油圧駆動システム」『日本ロボット学会誌』第31巻第6号、2013年、568-571頁。神永拓との共著。

### 講座
- 「非ホロノミックロボットシステム」 - 『日本ロボット学会誌』の連載
  - 「第1回 非ホロノミックなロボットって何?」『日本ロボット学会誌』第11巻第4号、1993年、521-528頁。
  - 「第2回 幾何学的な非ホロノミック拘束の下での運動計画」『日本ロボット学会誌』第11巻第5号、1993年、655-662頁。
  - 「第3回 幾何学的な非ホロノミック拘束の下での運動制御」『日本ロボット学会誌』第11巻第6号、1993年、837-844頁。
  - 「第4回 動力学的な非ホロノミック拘束の下での運動」『日本ロボット学会誌』第11巻第7号、1993年、999-1005頁。
  - 「第5回 動力学的な非ホロノミック拘束の下での運動制御」『日本ロボット学会誌』第12巻第2号、1994年、231-239頁。

## 特許
- 特許第3646163号『能動鉗子』2005年2月18日登録
- 特許第3726130号『バックラッシュクラッチおよびそれを具えたロボット用関節機構』2005年10月7日登録
- 特許第3749946号『関節機構、それを用いた双腕ロボットおよび二足歩行ロボット』2005年12月16日登録
- 特許第3790816号『人型リンク系の運動生成方法』2006年4月14日登録
- 特許第3860076号『身体モデル生成方法、身体モデル生成プログラム及びそれを記録した記録媒体、身体モデルデータを記録した記録媒体』2006年9月29日登録
- 特許第3944566号『リンク機構において動力学的に関節加速度を求める方法』2007年4月20日登録
- 特許第4016112号『運動情報-神経情報変換装置及び方法、運動情報-神経情報変換プログラム及び該プログラムを記録した記録媒体』2007年9月28日登録
- 特許第4027838号『隠れマルコフモデルによる運動データの認識・生成方法、それを用いた運動制御方法及びそのシステム』2007年10月19日登録
- 特許第4054879号『運動学習支援装置及び方法、運動学習支援プログラム及び該プログラムを記録した記録媒体』2007年12月21日登録
- 特許第4212022号『身体力学計算方法、身体力学計算プログラム及びそれを記録した記録媒体、身体力学モデル及びそのモデルデータを記憶した記録媒体』2008年11月7日登録
- 特許第4590640号『筋骨格モデルに基づく筋力取得方法及び装置』2010年9月24日登録。
- 特許第4878330号『対象物の関節構造の取得方法及び装置』2011年12月9日登録。
- 特許第4934806号『モーションキャプチャを用いたリンク機構モデルのリンク長パラメータの推定法及び装置』2012年3月2日登録。
- 特許第5061344号『リンクの質量パラメータの推定法』2012年8月17日登録。
- 特許第5061350号『モーションキャプチャシステム、及びモーションキャプチャシステムにおける特徴点の三次元再構成法』2012年8月17日登録。
- 特許第5110487号『動いている対象のスキャン画像の復元方法及び装置』2012年10月19日登録。
- 特許第5229796号『筋張力データベースの構築方法、筋張力データベースを用いた筋張力計算方法及び装置』2013年3月29日登録。
- 特許第5288418号『力学パラメータの同定法』2013年6月14日登録。
- 特許第5540386号『筋張力推定法及び装置』2014年5月16日登録。
- 特許第5586015号『逆運動学を用いた動作・姿勢生成方法及び装置』2014年8月1日登録。
- 特許第5700337号『全方向移動ロボット』2015年2月27日登録。
- 特許第5730614号『トルクセンサ校正装置、校正方法、及びプログラム』2015年4月17日登録。
- 特許第6200421号『運転支援システム及び運転支援方法』2017年9月1日登録。[注 25]
- 特許第6502063号『電気静油圧アクチュエータおよび電気静油圧アクチュエータにおけるパラメータ推定方法』2019年3月29日登録。
- 特許第6567998号『制御方法』2019年8月9日登録。[注 26]
- 特許第6733738号『運動認識装置、運動認識プログラムおよび運動認識方法』2020年7月13日登録。[注 27]

## 主な出演歴
- 『さきっちょ☆』（テレビ朝日、2010年9月22日放送）[129]
- 「筋力★血圧★中性脂肪 日常の“逆”にひそむ驚き健康パワー」『ガッテン!』（NHK総合、2021年7月7日、9月8日放送）[130][131]
- 「東京大学のグループ・関節・筋肉の動き「可視化」新システム開発」『NHKニュース』（NHK総合、2022年3月21日放送）[132]